# Joel Dufter
Joel Dufter (* 18. března 1995 Traunstein, Německo) je německý rychlobruslař.
Od roku 2012 startoval ve Světovém poháru juniorů, v roce 2013 se poprvé představil na juniorském mistrovství světa. V prosinci 2014 debutoval ve Světovém poháru, na seniorském mistrovství světa premiérově závodil v roce 2017. Zúčastnil se Zimních olympijských her 2018 (500 m – 29. místo, 1000 m – 14. místo). Svoji první velkou medaili vybojoval na Mistrovství Evropy 2021, kde ve sprinterském víceboji získal bronz. Startoval na ZOH 2022 (500 m – 26. místo, 1000 m – 26. místo).
Jeho sestrou je rychlobruslařka Roxanne Dufterová.